# SV DOSKO in het seizoen 1955/56
Het seizoen 1955/1956 was het eerste jaar in het bestaan van de Bergen op Zoomse betaaldvoetbalclub DOSKO. De club kwam uit in de Eerste klasse C en eindigde daarin op de achtste plaats, dit betekende dat de club in het nieuwe seizoen uitkwam in de Tweede divisie.

## Wedstrijdstatistieken

### Eerste klasse C
|       | DHC   | Fortuna | Helmondia '55 | Hilversum | KFC   | Oldenzaal | Oosterparkers | TOP   | Tubantia | UVS   | Volendam | Wilhelmina | Zeist | ZFC   | Zwartemeer |
| ----- | ----- | ------- | ------------- | --------- | ----- | --------- | ------------- | ----- | -------- | ----- | -------- | ---------- | ----- | ----- | ---------- |
| Thuis | 4 – 0 | 3 – 1   | 1 – 6         | 4 – 1     | 1 – 4 | 2 – 1     | 2 – 1         | 1 – 1 | 1 – 2    | 1 – 1 | 2 – 2    | 0 – 1      | 2 – 2 | 2 – 1 | 3 – 3      |
| Uit   | 3 – 2 | 3 – 3   | 1 – 3         | 2 – 3     | 5 – 0 | 4 – 2     | 0 – 0         | 0 – 1 | 1 – 1    | 3 – 3 | 4 – 3    | 4 – 2      | 1 – 2 | 2 – 0 | 1 – 2      |

## Statistieken DOSKO 1955/1956

### Eindstand DOSKO in de Nederlandse Eerste klasse C 1955 / 1956
| Stand | Gespeeld | Gewonnen | Gelijk | Verloren | Punten | Doelpunten voor | Doelpunten tegen |
| ----- | -------- | -------- | ------ | -------- | ------ | --------------- | ---------------- |
| 8e    | 30       | 11       | 9      | 10       | 31     | 56              | 61               |

### Topscorers
| Competitie \| # \| Naam \| \| \| ------ \| ------------------- \| -- \| \| 1. \| Rinus Bennaars \| 18 \| \| 2. \| Jan van de Watering \| 12 \| \| 3. \| Frits de Kok \| 11 \| \| 4. \| Jan Schuurbiers \| 7 \| \| 5. \| Huib Bolman \| 4 \| \| 6. \| Machielsen \| 1 \| \| 6. \| Christ Machielsen \| 1 \| \| 6. \| Cor Machielsen \| 1 \| \| 6. \| Anton Schuurbiers \| 1 \| \| Totaal \| Totaal \| 56 \| |                     |      |
| # | Naam                | Goal |
| 1. | Rinus Bennaars      | 18   |
| 2. | Jan van de Watering | 12   |
| 3. | Frits de Kok        | 11   |
| 4. | Jan Schuurbiers     | 7    |
| 5. | Huib Bolman         | 4    |
| 6. | Machielsen          | 1    |
| 6. | Christ Machielsen   | 1    |
| 6. | Cor Machielsen      | 1    |
| 6. | Anton Schuurbiers   | 1    |
| Totaal | Totaal              | 56   |